# تنغ سهتة (كبغيان)
تنغ سهتة (بالفارسية: تنگ سهته) هي قرية تقع في إيران في قسم كبغيان الريفي. يقدر عدد سكانها بـ 118 نسمة بحسب إحصاء 2016.